# 이연택
이연택(李衍澤, 1936년 9월 25일 ~ )은 대한민국의 공무원, 정치인이다.
1936년 전북 고창 출생으로, 전주고등학교, 동국대학교 법학과, 고려대학교 대학원 경영학 석사, 단국대학교 대학원 행정학 박사를 졸업하였다. 1988-1990년 대통령비서실 행정수석비서관, 1990-1991년 제12대 총무처 장관, 1992-1993년 제9대 노동부 장관 등을 역임하였다.

## 학력
- 1952 - 1955 전주고등학교
- 1961 동국대학교 법학 / 학사
- 1964 고려대학교대학원 석사

## 주요 경력
- 1961 재건국민운동본부 조직관리 담당관
- 1965 국무총리비서실 항만행정조정담당 비서관
- 1965 국무총리비서실 시정경제민정담당 비서관
- 1974 - 1978 국무총리비서실 행정조정실 서울시 담당관
- 1980 - 1988 국무총리비서실 제1행정조정관
- 1981 - 1988 서울올림픽조직위원회 제2사무차장 겸직
- 1988 - 1990 청와대비서실 행정수석비서관
- 1990 - 1991 제12대 총무처 장관
- 1992 - 1993 제9대 노동부 장관
- 1994 영국 옥스퍼드대 객원교수
- 1995 민자당 전북 전주.완산 지구당위원장
- 1995 중앙대 사회과학대 객원교수
- 1997 광주방송(KBC) 신임회장